# トトイ
『トトイ』は、1992年8月22日に公開された日本アニメーション制作のアニメ映画。当初は1991年公開予定だったが延期により、初公開は1992年8月6日放送のNHKアニメスペシャルが先行する形での披露となった。
少年トトイと、絶滅したとされる地中海アザラシの子供との友情を描いた物語。原作は、ジャンニ・パドアン「少年トトイとアザラシ」。

## キャスト
- トトイ：浪川大輔
- フランチェスカ：本多知恵子
- チプリアーノ：富山敬
- ナンニ・スパヌ：加藤精三
- ビリア：山口勝平
- カテリーナ：松井菜桜子
- ペドル：桜井敏治
- ボボーレ：丘ナオミ
- レナート：金丸淳一
- マッシモ：山崎たくみ
- スタニス：緒方賢一
- ジッツア：一城みゆ希
- マルコ：沢木郁也
- トトリーノ：山口健
- ジャック・ランド：渡部猛 ※渡辺猛と誤表記
- ホイット：郷里大輔
- グレッグ：茶風林
- ガイド：高木渉

## スタッフ
- 監督 - 清積紀文
- 監修 - 石黒昇
- 脚本 - 中西隆三
- キャラクターデザイン - 美樹本晴彦
- 音楽 - 坂田晃一
- アニメーション制作 - 日本アニメーション
- 制作協力 - アートランド
- 製作 - 日本アニメーション、ニッケンアカデミー

## 挿入歌
「少年に帰りなさい」
「愛は悲しい笑顔」
作詞 - 売野雅勇 / 作曲 - 坂田晃一 / 歌 - 高橋リナ（スリースタープロ）